# Paulina Lavitz
Paulina Lavitz, née le 29 mars 1879 à Lemberg et morte le 20 septembre 1959 à New York, également connue comme Pepi Lavitz, est une actrice de théâtre yiddish américaine d'origine polonaise.

## Jeunesse
Pilpel Lavitz, dite Pepi, est née à Lemberg, en Galicie autrichienne). Ses parents travaillent dans le théâtre et sa jeune sœur Minnie (ou Minna) Birnbaum est aussi devenue actrice. Lavitz a commencé à jouer enfant en Europe et s'est formé en tant que chanteuse.

## Carrière
Paulina Lavitz était une « femme dirigeante » (« leading woman ») dans le théâtre yiddish, à Chicago et à New York,. À Chicago, elle a joué à l'International Theater avec David Silbert dans Queen Sabba en 1907 et est apparue avec Regina Prager et Fernanda Eliscu au Metropolitan Theatre en 1909.
Elle jouait toujours lorsqu'elle avait une cinquantaine d'années, apparaissant dans le mélodrame Married Slaves (1935) avec une coopérative de théâtre yiddish à New York. Il y a des dossiers liés à la fin de sa carrière dans les dossiers de l'Hebrew Actors' Union, archivés à l'Institut pour la recherche juive YIVO.

## Vie personnelle
Pauline Lavitz a épousé un médecin et promoteur de concerts, le docteur Max Brav. Ils ont eu quatre enfants. Elle est devenue veuve en 1954 et mourut en 1959, à l'âge de 80 ans, dans le quartier new-yorkais de Flushing. Ses restes ont été enterrés dans le cimetière Mount Hebron.